# De Polders van Dudzele en Koolkerke
De Polders van Koolkerke en Dudzele is een natuurgebied in eigendom van Natuurpunt rond de Ronselarestraat nabij de plaats Dudzele in de Belgische provincie West-Vlaanderen. Het gebied bestaat uit permanente graslanden.

## Geschiedenis en beheer
Natuurpunt kocht in januari 2018 de eerste 11 ha aan. Eind 2018 konden nog enkele stukken aangekocht worden, wat het totaal op 13 ha bracht.
Het gebied wordt minimaal beheerd. Door de (natte) graslanden intact te laten, krijgen weidevogels de kans om er te broeden. In de winter komen ganzen er foerageren.